# Меркез ефенди (квартал на Истанбул)
„Меркез ефенди“ (на турски: Merkezefendi) е квартал на Истанбул, разположен в околия Зейтинбурну. Общата му площ е 1,4 км2. Според данни на Адресната система за регистриране на населението (ABPRS) към 2023 г. населението на „Меркез ефенди“ е 24 333 жители.